# Copy Cats
Copy Cats je společné studiové album amerického zpěváka Johnnyho Thunderse a zpěvačky Patti Palladin. Album vydalo v roce 1988 hudební vydavatelství Jungle Records. Obsahuje nové verze rock and rollových písní z padesátých a šedesátých let. Na albu se podílel i trumpetista s českými předky Jim Dvorak. Album bylo nahráno od května do prosince 1987 v londýnském studiu Falconer Studios.

## Seznam skladeb
| Pořadí | Název                                | Autor                                       | Délka |
| ------ | ------------------------------------ | ------------------------------------------- | ----- |
| 1.     | Can't Seem to Make You Mine          | Sky Saxon                                   | 4:08  |
| 2.     | Baby It's You                        | Mack David, Barney Williams, Burt Bacharach | 3:08  |
| 3.     | She Wants to Mambo                   | Maxwell Davis, Gene Ford                    | 3:06  |
| 4.     | Treat Her Right                      | Roy Head                                    | 2:12  |
| 5.     | Uptown to Harlem                     | Betty Mabry                                 | 2:50  |
| 6.     | Crawfish                             | Fred Wise, Ben Weisman                      | 3:25  |
| 7.     | Alligator Wine                       | Jerry Leiber, Mike Stoller                  | 3:39  |
| 8.     | Two Time Loser                       | Alden Bunn, Anna Sandford                   | 3:00  |
| 9.     | Love Is Strange                      | Ethel Cookie Smith, Mac Houston Baker       | 3:21  |
| 10.    | I Was Born to Cry                    | Dion DiMucci                                | 2:21  |
| 11.    | He Cried                             | Greg Richards, Ted Daryll                   | 3:52  |
| 12.    | Let Me Entertain You (Parts 1 and 2) | Jule Styne, Stephen Sondheim                | 4:12  |

## Obsazení
- Johnny Thunders – zpěv, kytara
- Patti Palladin – zpěv
- John Perry – kytara
- Robert A. Gordon – kytara
- Jimi Haynes – kytara
- Henry Padovani – kytara
- Billy Rath – baskytara
- Jerry Nolan – bicí
- Steve Washington – bicí
- Keith Hancock
- Chris Taylor – baskytara, bicí
- Barry Andrews – varhany, klavír
- Pedro Ortiz – tamburína, perkuse
- Jim Dvorak – trubka
- Nick Evans – tamburína
- John Earle – saxofon
- Alex Balanescu – housle
- Maribel La Manchega – kastaněty
- Chrissie Hynde – doprovodné vokály
- Jayne County – doprovodné vokály
- Blair Booth – doprovodné vokály
- Simon Humphries – doprovodné vokály
- Paul Long – doprovodné vokály
- Judd Lander – harmonika
- Anthony Thistlethwaite – harmonika